# 직장수지검사
직장수지검사(Digital rectal examination, DRE)는 의료 서비스 제공자가 수행하는 직장 내부 검사이다. 미국 예방 서비스 태스크 포스( US Preventive Services Task Force )의 2018년 보고서 이전에 DRE는 전립선암에 대한 신뢰할 수 있는 선별 검사로 여겨졌기 때문에 노인 남성을 위한 연례 검사의 일반적이고 "두려운" 구성 요소였다.

## 용법
- 전립선 장애, 양성 전립선 비대증 및 4가지 유형의 전립선염의 진단을 위해. 만성 전립선염/만성 골반 통증 증후군, 만성 세균성 전립선염, 급성(급성) 세균성 전립선염, 무증상 염증성 전립선염. DRE는 양성 전립선 비대증에 대해 50% 특이성을 가지고 있다.[3] 급성 전립선염이 의심되는 경우 전립선을 적극적으로 검사하면 패혈성 색전증이 생길 수 있으므로 절대 해서는 안 된다. 그러나 전립선암에 대한 스크리닝 방법으로서의 유용성은 증거에 의해 뒷받침되지 않다.[4]
- 특정 임상 증상의 평가를 위해: 배뇨 능력의 변화, 발기부전 또는 배뇨곤란(혈뇨), 배변 시 통증이 있는 남성;[5]
- FOBT가 있는 DRE는 빈혈에 대한 다른 식별 가능한 원인이 없고 활발한 출혈이 없으며 위장관 악성 종양이 빈혈의 원인일 수 있다고 우려하는 응급실의 빈혈 환자에게 유용할 수 있다.[6][7][8][9]
- 진정한 활동성 위장관 출혈: 피 토하기, 커피 갈은 것 같은 물질 토하기, 얼굴 외상이나 구강 수술로 쉽게 기인할 수 없는 피 또는 검은 타르 대변 배변, 사탕무 또는 적색 식용 색소가 있는 음식 섭취 또는 NSAIDS의 남용/이상 카운터 진통제. 대변 색깔을 검사하기 위해 직장 검사를 하면 출혈 위치에 대한 단서를 제공할 수 있지만 신뢰할 수 있는 지표는 아니다.[10][11][6][7][8]
- 맹장염 또는 급성 복부 의 다른 예(즉, 심각한 기저 질환을 나타내는 급성 복부 증상)의 진단 을 위해.
- 외상성 척수 손상을 포함하여 변실금 또는 신경계 질환의 경우에 유용할 수 있는 항문 괄약근의 근긴장도 추정을 위해;
- 전통적으로 직장검사(DRE)는 모든 외상 환자를 위한 신체 검사의 필수 부분으로 간주되었다. 그러나 척수, 골반 및 장 손상에 대한 DRE의 민감도는 낮고 위양성 및 음성 결과가 일반적이다. 따라서 일상적인 수행은 불필요하고 일반적으로 도움이 되지 않다. 검사는 요도 손상 또는 관통 직장 손상이 의심되는 경우에 보증된다.[12][13]
- 여성의 경우, 질에 접근할 수 없거나 너무 고통스러울 때(질 위축) 내부 장기의 제한적인 부인과 촉진을 위해;
- 대변의 경도 및 색상 검사(즉, 변비 및 분변 매복 의 경우);
- 결장경 검사 또는 직장경 검사 전에;
- 치질을 평가하기 위해 내부 치질은 종종 너무 부드럽기 때문에 만질 수 없지만 육안 검사가 더 유용할 수 있다.[14]
- 항문 폐쇄증을 배제하기 위한 신생아의 경우;
- 체온계 또는 특수 풍선을 포함한 의료 기기 삽입을 통해; 소화 문제, 기생충, 장기 손상, 항문 타박상, 직장강 내 이물질을 식별하기 위해;

## 절차
디지털 직장 검사는 비교적 간단한 의료 절차이다. 환자는 옷을 벗고 항문 에 접근할 수 있는 위치(옆으로 눕기, 검사 테이블에 쪼그리고 앉기, 그 위에 구부리기 또는 등자에 발을 놓고 눕기)에 놓는다. 환자가 옆으로 누워있는 경우 의사는 일반적으로 한쪽 또는 양쪽 다리를 가슴까지 가져 오도록 할 것이다. 환자가 진찰대나 의자 등받이 위로 몸을 구부리면 의사는 팔꿈치를 테이블에 대고 약간 쪼그려 앉게 한다. 환자가 누운 자세를 사용하는 경우 의사는 환자에게 엉덩이가 끝 바로 위에 위치할 때까지 검사 테이블 끝으로 미끄러지듯 내려간 다음 발을 등자에 넣도록 요청한다. 의사는 엉덩이를 벌리고 일반적으로 치질, 덩어리 또는 발진과 같은 이상이 있는지 외부 영역(항문 및 회음부)을 검사한다. 그런 다음 환자가 긴장을 풀고 몸을 숙일 때(배변을 하는 것처럼) 의사는 항문을 통해 윤활제를 바른 손가락을 직장으로 밀어 넣고 잠시 동안 내부를 촉진한다.

## 같이 보기
- 대장내시경